# フライハイトクラウディア
『フライハイトクラウディア』（Flyhight Cloudia）は、ジー・モードより配信されている携帯電話アプリゲーム。略称は公式には「FC」だが、一部では「FHC」「フラハイ」等も用いられている。
2004年12月16日にiアプリ用ソフトとして第1弾の配信が開始。以降、『1』から『4』までのシリーズ作品がフィーチャーフォンやスマートフォン向けにリリースされた。iOS版ではインターフェースの大幅な変更（『1』のみ）、称号システムや新規モンスターの追加など新たな要素が加えられている。Android版は2015年1月31日をもって配信を終了した。
当時の携帯電話ゲームの枠を超えたボリュームのストーリーや作りこまれたダンジョン、魅力的なキャラクターが人気を呼んでシリーズ『1』『2』『3』が累計70万以上のダウンロードを記録した。また『4』からワイド画面対応となった（一部非対応機種あり）。
2010年10月28日には、『4』から十数年後の世界を描いた続編『フライハイトフロンティア』が配信。また、2014年2月20日には本作の並行世界を舞台とした『フライハイトアレスティア』が配信されたが、同年6月26日のシナリオデータ配信以降は事実上の更新停止状態となり、ストーリーが未完のまま2015年1月29日をもってサービスが終了した。
ジー・モードが携帯電話ゲームを移植展開するプロジェクト「G-MODEアーカイブス」用のソフトとしてNintendo Switch版とSteam版の『1』『2』『3』『4』が発売された。

## 概要
プレイヤーは主人公レイナス(『2』のみザード)となって徐々に仲間を増やしながら大空の世界・クラウディア（『2』以降は地上の世界エルディアも加わる）を駆け巡る冒険に出る。『1』～『3』は三部作としてつながっているが、最新作の『4』は完全に独立した話となっている。
戦闘には、シリーズ共通でマルチウェイトバトルが採用されており、敵味方共にそれぞれの行動にウェイトが設定されている。その為幅広い戦略が可能となり、強い敵には有効である。また本筋だけでなく、隠しダンジョンや隠しボス、エアクレストというマークや音符を集めるとアイテムを入手できたりゲーム中の音楽が聞けるなどおまけ要素も多く入っている。
すべてのシリーズにラスボスを凌駕する隠しボスが多数存在しており、装備の組み合わせや運の要素が大きく作用する最強ボスなどが存在する。
最新作の『4』はシリーズ中で『1』が好きだというユーザーが多くいることから、その声を反映させてシステムを作ったと開発者が語っている。

## あらすじ

### フライハイトクラウディア
カイゼルシュルトの若き将校レイナスは国王の命を受けてバーデルゼン島制圧へ向かう。しかし司令塔を制圧したレイナスは、国王直々に出された兵士市民問わずの虐殺命令に納得がいかず、その場に現れた親友ロナードから反逆者として処刑されそうになる。レイナスは軍から追われる身となるが、負傷して倒れたところを偶然バーデルゼンにいたニアとベルンハイムに助けられる。
その後、バーデルゼン近辺での戦闘によるエアシップの損傷を修理するためにセントミラへ向かったレイナスたち。だがレイナスはカイゼルシュルトの制服姿だったため、敵対するセントミラ空港警備隊に包囲されてしまう。更にはそこに所属していた傭兵のハントと一戦交え敗北。捕縛され牢獄に入れられる。しかし、ニアを酷い拷問にかけているという兵士の悪ふざけを聞き、彼女を助けるために反旗を翻したハントの協力もあり脱獄。ヴァイスに尋問されていたニアを助け出す。そこへカイゼルシュルトの艦隊がセントミラを襲うが、レイナスはセントミラが襲撃されるのを黙って見ていられないと応戦する。ニアを助け出す時に人質として連れてこられていたセントミラの宮廷魔術師であるヴァイスは、そんなレイナスの姿を見て加勢。前線指揮官でありレイナスの直属の上司ドモラ中尉を退けるが、再びその場にロナードが現れる。一騎討ちを挑むレイナスだが圧倒的な実力の前に敗北。何とかその場を切り抜けた一行は、ヴァイスから相談があると提案され再び城へ行き王と会うように頼む。そしてレイナスたちは敵軍ではなく味方であるとヴァイスから説明され和解。一行はヴァイスからクラウディアに起きている異変、エアゲートの出現を知る。こうしてレイナス、ニア、ハント、ヴァイス、ベルンハイムはエアゲートの調査のため旅に出る。
カイゼルシュルト軍の後を追った先には神の塔と呼ばれる古代の遺物があった。そこで離れ離れになったニアと再会するが、なぜか彼女の周囲にはカイゼルシュルト兵士たちの死体が転がっていた。ニアは自分がやったわけではないと否定するが、ヴァイスは素性の知れない彼女の正体を怪しんでいた。塔の頂ではドモラとカイゼル王の側近ザマが待っていた。頑なに命令を厳守するドモラと対立するレイナスたち。彼を打ち破った後、ザマはこれまで起きたことの一端を語る。カイゼル王を洗脳して戦争を引き起こしたのは自分であり、この塔にはエアゲートの制御装置があること、そしてエアゲートの隙間から無数の魔獣が解き放たれていること。得意げに語った後、ザマは装置を破壊しエアゲートを完全に開かせてしまう。そして巨大な魔獣をけしかけ一行を抹殺しようとするが、真実を知ったドモラは負傷した身で立ちはだかり、その間に脱出するようにレイナスたちに告げる。そしてロナードもまた操られていることを見抜き、それをレイナスたちに伝えた。
ザマを倒して戦争を止めるため、そして親友を救うためレイナスたちはカイゼルシュルト城を目指す。城内の地下道にてレイナスはロナードと対峙。親友が助けを求めていることを知り、倒すためではなく助けるために剣を交え、一騎討ちに勝利する。正気を取り戻すロナードだが、そこに現れたザマによってロナードは重傷を負ってしまう。魔獣の本性をあらわしたザマと交戦するレイナスたちだが、苦戦を強いられ危機に陥る。そこへ現れたのはロナードの従姉ライだった。彼女の手によって傷を癒したロナードは親友を助けるべく戦場に駆けつけ、ロナードが加わったことで形勢逆転。ザマは打ち滅ぼされた。
そしてニアからエアゲートに関する真実が語られる。あの向こうにはエルディアと呼ばれる世界が広がっており、そこにはフューゼという強大な魔獣が潜んでいること。クラウディアに現れる魔獣の群れはそのフューゼが生み出したものであり、誰もあの魔獣を倒せたものはいないと語った。そんなニアに不審を見せるヴァイスだが、ニアを仲間と見るレイナスやハントの姿を見て自身を恥じ、彼女に対する色眼鏡を捨てることを決める。一行はクラウディアの空を守るため、フューゼとの決戦に赴く。エアゲートの向こうの世界エルディアには、アルペイトケイブという巨大な施設が建造されていた。まるで生物の肉片を切り取ってできたかのような不気味な施設、その最奥部にて一行はフューゼと対峙。苦戦の末打ち破るも戦いの影響によって施設が崩壊を始めた。脱出しようとするレイナスたちの前に復活したフューゼが立ちはだかる。ロナードは自分が時間を稼ぐ間にレイナスたちを脱出させる。
しかし親友を見捨てられなかったレイナスは一人アルペイトケイブに戻る。フューゼはロナードによって倒されたが、もはや脱出不可能な状況となっていた。駆けつけたレイナスも親友と一緒に最期を迎えることを決めるが、そこにザマと同じような格好をした三人のローブの男女が姿を現した。彼らはカートン、アウル、エイジアといった。レイナスたちを無視し、フューゼが倒されたことやザマの敗北について語り始める。ザマの背後に更なる黒幕がいたのだ。レイナスとロナードの姿に気づいたカートンは彼らを転移術によって放逐しようとする。それを逆手にとって二人はエアシップの情景を思い浮かべ生還。ニアと再会したレイナスは彼女の抱擁に迎えられた。

### フライハイトクラウディア2
戦いはまだ終わっていなかった。フューゼを倒し生還したレイナスたちだが、一行の前に現れたのはローブの男アウル。彼はニアを拉致するとレイナスたちを始末するべくエアシップを破壊しようとする。咄嗟に切りかかったロナードによって破壊は免れたが、彼は雲の下へと落下してしまった。生死不明となったロナード、そして連れ去られたニア。途方に暮れる一行を差し置いて事態は急変していく。
エアゲートの一連の事件から数ヵ月後、ロナードは雲の下の世界・エルディアを彷徨っていた。そこでロナードは軍の圧制に反対するレジスタンス「自由エルディア」の少年ザードと会う。エルディア軍に追い詰められ窮地に陥っていた彼を救い、ニアの妹ラナがイバニアの魔獣工廠に囚われていることを突き止めたロナードは、同じくラナを助け出そうとするザードに協力を申し出る。無事にラナを救出したロナードとザードだったが、ニアを助けるためにクラウディアへ行くことを決意する。ロストアルバーダと呼ばれる遺跡から発掘された旧式エアシップを用いてザード、ラナ、ロナードの3人はクラウディアへ。
情報を集める中でドモラの妻レイラ、ハントと仲間を加え、ついにザードはニアと再会を果たす。しかしニアはアウルの魔操契約によって魔獣と化していた。そこへ巨大な魔獣をけしかけられ、無尽蔵の再生能力の前に窮地に陥る。だが自我を取り戻したニアの力によって魔獣は消滅。一時的に魔獣化も解けニアはヴァイスのもとで保護されたが、アウルを倒さない限り本当の意味で助けたことにならず、彼女に自由はなかった。ザードは「ニアを守る」という幼少期の誓いを胸に彼女を助けることを決意する。
アウルの研究施設「ヴァルガンの魔獣研究所」へ乗り込む決意を固める一行。しかしエルディアへ行くための唯一の雲穴はバリアに守られたドラゴン型の魔獣が守護していた。これに対抗するべくヴァイスの提案により「機械の塔」に秘された古代遺物を入手。それはかつて「ミサイル」と呼ばれた兵器だった。魔獣のバリアを破ったザードたちを遮るものはなにもなく、守護魔獣を撃破。アウルの本拠地へと突入する。
研究施設の奥地にてザードたちはアウルと対峙する。強大な力を持つアウルの前にハントは重傷を負うも立ち上がり、巨大な蛇を従えた醜い顔の魔獣と化したアウルと最後の一戦を繰り広げる。強大な魔獣の力を振るうアウルも、「仲間のために戦う」ザードたちには及ばず敗北。アウルの消滅と同時にニアの魔操契約は解かれた。
カイゼルシュルトに帰還した一行の前には、前作から消息不明になっていたドモラが待っていた。怪我こそしているが命に別状はないという。そしてバーデルゼン復興を終えたレイナスもまた帰還していた。レイナスとロナード。親友と久々の再会を果たした二人は、これから始まる真の敵との戦いからクラウディアを守ることを誓う。

### フライハイトクラウディア3
雲穴が閉じ、再びクラウディアに平和が戻った。ザード、ロナード、ヴァイス、ハント、ラナはテーゼ委員会の陰謀を暴くため調査をするためエルディアへ、魔獣化から解放されたニアはレイナスと共にバーデルゼンの街にいた。
しかし再び『アルネウスの光』が雲を切り裂き、魔獣を引き連れてテーゼ委員会とエルディア軍が攻め入る。それを受けてカイゼルシュルト、セントミラ、ルセムルクなど各国が大艦隊を組んで応戦する。
テーゼ委員会がクラウディアへ攻め入る真の目的と、それに絡むザードの出生に隠された秘密が明かされる。三部作完結編。
クラウディア侵攻の司令官を担うのはテーゼ委員会の紅一点・エイジア。彼女はセントミラの要塞兵器ソラリスを奪取し大艦隊に反撃を行っていた。レイナス、ニア、ライ、ドモラ、レイラの5名は決死の特攻によりソラリスへの侵入を果たす。激戦の末エイジアを討ち滅ぼすが、彼女は要塞を落下させレイナスたちを道連れにする。
一方、ザード、ラナ、ロナード、ヴァイスはエルディア軍の状況を探るためエルディアに赴いていた。ハントも同行していたがアウルとの戦いで受けた傷が原因で戦闘不能となっていた。そこへクラウディアから巨大な物体が落ちてきたと知り、調査のため現地へ向かう。そこにいたのは大地に投げ出されるようにして倒れていたレイナスとニアだった。ライ、ドモラ、レイラの安否は確認できないままレイナスたちはザード一行と合流。カイゼルシュルトを壊滅状態に追い込んだ新兵器「アルネウスの光」を破壊するべく「アルネウス対空防御基地」へと乗り込む。
テーゼ委員会最後の一人にしてリーダー格カートンと遭遇。レイナスを圧倒する強さを見せつけたが、駆けつけたエリオルによって妨害を受けたカートンは撤退。アルネウスの光を使用不能にした一行は、カートンが待つエルディアの首都「ティエント」へ向かう。
アルペイトケイブで倒れていたライを保護し、密かに復活を果たしていたフューゼを撃破。そしてティエントへ通じる地下通路でドモラと合流し、ティエント司令塔前で復活したハント、レイラの両名と合流。仲間たちの絆の力にはカートンも及ばず敗北を喫する。そこへ現れたエリオルの手によってカートンはトドメを刺され死亡。まるで別人の豹変したエリオルは真実を語る。実はエリオルは魔植ウイルスへと身を変えた「アーテクト」なる人物に憑依されていた。今まではエリオルの振りをしてレイナスたちを騙し、カートンたちと潰し合いをさせていたに過ぎなかった。漁夫の利を得たアーテクトはクラウディアへと渡り、空への復讐を始めた。
クラウディアへと戻ったザードたちはアーテクトの友人であり、ザードの先祖である「バジアン」の研究施設を訪れていた。そこで一行はアーテクトの正体を知る。アーテクトもまた天才科学者の一人だったが、世間はバジアンの方を評価していた。バジアンは親友を慰めたが、アーテクトが宿す狂気はそれを「見下している」と受け取ってしまう。こうして殺人ウイルスを生み出したアーテクトは、バジアンの妻セリエスを殺害。バジアンはセリエスを生き返らせるべく装置を開発するが、それもアーテクトに奪われてしまう。こうして装置によって殺人ウイルスを強化した「魔植ウイルス」が生み出されることとなってしまう。無数の魔獣を率いて世間に復讐を開始。クラウディア全土に戦争を仕掛けた。しかし突如大陸が割れ、雲の下へと落下。これが後にエルディアと呼ばれるようになった。
バジアンの亡霊から真実を知り、ザードは「セリエスの涙」という弾丸を託される。これはザードの持つ銃でのみ使うことが可能で、魔植ウイルスを浄化する力を持っていた。エリオルに憑依したアーテクトは魔植ウイルスそのものと化している。これを破り力を託されたザードは全てを終わらせるべく、アーテクトの研究施設「グランドエイジ」へと乗り込む。
施設の奥にてザードたちはアーテクトと対峙。けしかけられた魔獣を打ち破ると、バジアンの亡霊が現れアーテクトを説得する。親友の言葉の前に狂気が晴れかけたその時、一瞬の隙をついてザードの銃弾がアーテクトに撃ち込まれた。セリエスの涙の浄化作用によって苦しむアーテクトは暴走を起こし、狂気と負の感情を宿した無数の顔を持つ魔獣へと変貌する。長きに渡る狂気と世界への復讐心もザードたちが築き上げた絆の前には及ばず敗れ去り、アーテクトは消滅。セリエスの涙の力はクラウディア中へと広がり魔獣たちは浄化されていった。
救い出されたエリオルとザードは空の向こうにアーテクトとバジアンの姿を見つける。友情を取り戻した二人は澄んだ空と同じように優しさに満ちていた。

### フライハイトクラウディア4 永遠の絆
『セリエスの涙』により魔植ウイルスも浄化され、クラウディアとエルディアを隔てていた分厚い雲も薄れ互いに平和が訪れた。しかし、ある日カイゼルシュルト領に正体不明の謎の建造物が出現する。カイゼルシュルトは調査隊を送るも隊からの連絡は途絶えてしまう。そんな中、一度死んだ人間が蘇るという現象が各地で発生する。世界に巻き起こっている不穏な現象に、クラウディア各国は同盟を結び調査へ乗り出した。
ヴァイスはエアベルンに乗ってセントミラからカイゼルシュルトへ向かっていた。だがカイゼルシュルトに着く直前に、史上最悪と謳われた空賊グラッフルの船セイントローズがエアベルンを追う。しかしセイントローズは4年前に沈んだはずだった。甲板で相見えるベルンハイムにグラッフルは「ルナという人物を知っているか？」と問う。
一方、レイナスとロナードは謎の建造物調査のためにグランドランサーへ向かうが、謎の生命体ログの襲撃に遭う。どうにか倒した二人はティディルでライと合流し謎の建造物へ辿り着く。その最上階でルナという女性を助けるが、その女性を捕らえ閉じ込めていたのは4年前行方不明になった同じ士官学校で学んだイスファルだった。彼は「この世界は罪を犯したのだ。この世界は神に贖罪しなければならない」と言う。

## 世界観
空の世界クラウディアと分厚い雲の下の世界エルディアの二つの世界に分かれている。しかしこの二つの世界は元は一つの世界だったことが、『3』で明らかにされた。空に浮かぶ大地が砕け、落下して生まれたのがエルディアである。元々は一つの空の世界だった。
クラウディアは、眼下に分厚い雲が広がり、その上に浮島と呼ばれる島が点在する世界である。人々は浮島に街をつくり国家を形成し暮らしている。だが国家同士で数少ない浮島を巡り領土争いが絶えず、各国は大型飛空戦艦エアシップを配備している。更には魔獣と呼ばれる生物が棲息している。しかし貿易船が行き交ったり国家間の交流も豊富にあるなど生活自体に非常に不便があるわけではない。また階級制度があり、空は貴族が支配していると言われることがある。
エルディアは魔植ウイルスと呼ばれるウイルスに地表のほとんどが毒され、人々はまだ汚染されていない地域に街を作り細々と暮らしている。また、魔獣がところどころに棲息し人々の生活を脅かしている。それに対抗するために軍は魔操契約を施した魔獣を作り出すが、突如契約が切れた魔獣が暴れ街に大きな損害を与えることもあった。

### 空の世界 クラウディア
※()内は、登場するシリーズ
軍事大国カイゼルシュルト帝国(1～4)
クラウディア随一の軍事大国。所有するヴァルハイトは他国と比べて火力が桁違いに強い。『1』ではその軍事力に目をつけたザマによって操られ、世界情勢を混乱させた。『2』ではバーデルゼン復興に力を注ぎ、『3』では侵攻してきたエルディア軍に襲撃され多大な損害を蒙ったがヴァルハイト艦隊を率いて果敢に立ち向かうなど軍事大国というだけあって勇猛さを感じさせる。かと思えば、『4』では人類滅亡の危機に直面しているにもかかわらず、闘技場を開いて大会を開催するなどお茶目な部分もある。この街から同じ浮島にあるティディルへ向かうグランドアークという列車が出ている。
本編に登場するカイゼルシュルト城は、軍事的拠点かつ政治の中枢であり別に王族が住まうカイゼルシュルト宮殿がある。
王位継承者は12歳の誕生日に「儀式の島」にて空に誓いを立てる儀式がある。今のカイゼル王姫の儀式の時には、側近のロジーヌが謀反を起こすという事件が起こったが訓練生であったレイナスとロナードにより未遂に終わる（コミックス版より）。
また、カイゼルシュルトでは男は5歳の時、女は8歳の時に自分専用の剣を買い与えられ剣技に磨きをかける。カイゼルシュルトの名匠によって鍛え抜かれた剣は非常に高価である。
魔法王国セントミラ(1、3、4)
魔法で栄えている王国。最高機密でもある古代書庫にはクラウディアの古史など古い文献が数多く所蔵されており、決まった者しか入ることができない。『1』では市街地の地下にはセントミラ大迷宮が発見され不可視の魔獣が湧くなど、あまりにも危険ということでしばらくの後に再び封印された。『3』では古代書庫によりバジアンとアーテクトの二人の科学者の存在を突き止めそれに関連する謎を解明する糸口を見つけ出した。『4』ではログ・セルシウスの近くにあったこともありログの襲撃を受けて壊滅状態にまで追い込まれた。
所有する魔戦艦には魔導コアが積んであり触れるだけでMPが回復する。主力は魔導砲。
セントミラのカフェはカフジェレーというコーヒーゼリーが売り上げNo.1を誇っている。カフジェレーはあまりの苦さに販売を中止する店が続出するほどとてつもなく苦い。また、セントミラのベッドは魔法にかかったような寝心地で絶賛されている。
バーデルゼン(1、3)
カイゼルシュルトとセントミラの中間地点あたりにある街。『1』ではカイゼルシュルト軍に襲撃され、『3』冒頭でようやく復興したにもかかわらず直後再び壊滅状態にされた不幸な街。
プテリュクス(1)
巨大なひとつの建物に市民が共同生活を営んでいる。町外れには神の塔と呼ばれる機械の塔がある。また街の南にはエピルの館もあり、入るにはEpirRingというアイテムが必要だがそこにはエピルという隠しボスがいる。また、南の森には盗賊シーザも隠しボスとして現れる。
近辺の森で伐採されるガンプーの木はクラウディアの最高級木材で、各国の王室や貴賓室に多く使われている。
バミューナ(2)
ならず者たちが多く集まる治安の悪い街。情報屋ヨーロの事務所もここにある。この街に住む者が言うには、カイゼルシュルトのような都会にはない人情があるのだという。
ミューセリヌ(2)
カジノの街。『2』で、ハントが女性に追いかけられながら登場し、イベント後仲間になる。
山賊砦(2)
ミューセリヌの南東にある浮島にある盗賊シーザの拠点。
アピュクスの森(2)
人の手が入っていない原始から存在する深い森。その奥深くにはテーゼ委員会の幹部アウルが造った地下実験施設への入口となる穴がある。
機械の塔(2)
セントミラの管理下にある古代遺産のひとつ。『2』でエルディアへ行く雲穴を守る魔獣のシールドを破るために、最上階にあるという古代兵器を手に入れるためヴァイスから鍵を受け取って向かう。
蜃気楼の森(2)
アピュクスの森の南東地下から行ける森。
迷宮(2)
バミューナから南にある浮島にひっそりと存在する地下深いダンジョン。最奥には偽りの街があり、隠しボス・マイラが待ち受けている。
ミルザ(3)
緑の多い静かな街だが、かつて囚人を収容していた牢獄塔を外れに所有している。『3』でその牢獄塔に出入りしていたエルディア兵と協力した宿屋の主人により罠に嵌められ捕まってしまう。
このミルザの街近辺でミルザフルーツが獲れる。
浮遊要塞ソラリス(3)
クラウディア各国がそれぞれの技術を結集させて作った移動要塞。『3』で侵攻してきたエイジア率いるエルディア軍に占領され、終いには瀕死のエイジアによって自爆しながらレイナスたちと共にエルディアへ落ちた。
ゼクスが魔術師兼軍師として所属していた場所でもある。十神の一人破壊の神と名前が同じである。
パルミア大平原(3)
セントミラの南東すぐに位置する浮島。ところどころ遥か昔に作られた遺跡のようなものがあるが、その他は広大な草原が広がっている。
エンパイム(3)
パルミア大平原の中にある小さな田舎街。バジアンの故郷。グランドエイジに一度でも入った後に再び村長を訪ねると、最強防具が入っている宝箱を開ける鍵が貰える。
バジアン研究所(3)
エンパイムを抜けて再びパルミア大平原に入り、魔法陣を経た先にある科学者バジアンが使用していた研究所。
グランドエイジ(3)
セントミラの南に位置するかつてアーテクトが使用していた研究所。
理想郷メイズ(3)
南東にぽつんとある浮島に建っている大きな遺跡。最上階では隠しボスイドラギオンと戦える。倒すと背後の宝箱から、最強武器が入っている宝箱を開ける鍵Wpガンロックキーが手に入る。
レム・ヴァニア(4)
ティディルの南にある年中霧がかかった森。グランドアークが通っていることでも有名。入り組んだ道と深い霧で迷いやすい。また、ティディルの東からカイゼルシュルトの西に通じている森をレム・ヴァニア・ラグニナという。
ティディル(4)
グランドランサーの麓にある街。ディガランドタワーによって北と南に分けられており、北ではグランドランサーの影響か雪が降り積もっている。レイナスたちが着いた時には既にログの襲撃を受けて、住人は全てログに換えられ街は廃墟と化している。
グランドランサー(4)
年中雪が降っている極寒の山。20年前にカイゼルシュルト艦隊を壊滅状態にまで追い詰めた魔獣マルベウスが封印されている。
フラスタルゲージ(4)
グランドランサーの頂上付近に突如現れた謎の建造物。その正体はログ・ダーナの力の源であるログを作り出す巨大な装置で、イスファルがルナの力を使って起動させた。
その後、ログ・セルシウスに呑み込まれその一部となる。
アルドニクス(4)
カイゼルゲートの東に広がる広大な砂漠と北東にある小さな街のことをいう。街はログにより崩壊しているが、雑貨屋だけは営業している。砂漠にはモグスロアという凶暴な生物が棲息しており、倒すとハントの武器を落とす。また、地下には魔空大戦時代に存在したレジスタンスの基地が未だに残っていると噂されている。更に北西にはレジスタンスのメンバーの墓がある。
レジベルトライン(4)
レジスタンスのメンバーの墓にラメリウスの花を供えると現れる隠し部屋の階段を降りた先にある区画。施された仕掛けにより通路がループしており、定められたルートを行かないと延々と彷徨うことになる。
ファインビット(4)
ラメリウス・グレヴェインをリーダーとしていたレジスタンスの基地。奥にはグレヴェインの墓があり、そこでされる質問に「はい」と答えるとグレヴェインと戦闘になる。墓前には、生前グレヴェインが好んでいたというラメリウスの花が咲き乱れている。
カイゼルゲート(4)
カイゼルシュルトの南西すぐに位置する街。レイナスたちが街へ来た時には、既にログの襲撃を受けて甚大な被害を受けていた。ここでヴァイスが合流し、仲間に入る。
アルミスの街(4)
セントミラの北東すぐにあるなんとも陰気さが漂う小さな街。エルディアとクラウディアの交流の深さを示すように、居酒屋ティニィーには何人ものエルディア人が客として来ている。
プロローグでルナが行き着き、ハントと会った街である。
マルキュロディン(4)
記憶の神マルキュロディンがいる神殿。上には鍾乳洞が地下三階まで続いており、その奥にある墓碑に触れることで神殿内に入ることができる。
レブ・マデュラ(4)
進化の神レブ・マデュラの神殿。まず神の祭壇があり、墓碑を囲むように4本の柱が立っている。四隅の角には階段があり、それぞれ魔法陣を入り口としてII(塔)、IV(森)、VII(下水道)、X(牢獄)の4つの区画に分かれている。区画ごとに祭壇にあるものと同じ柱があり、それを守っているログを倒すことで祭壇の柱に炎が灯る。全て灯した後に墓碑に触れると神殿内部へ入ることができる。
ログ・セルシウス(4)
闇に堕ちたログ・ダーナを創造の神ラグデュエルが封印した棺。ルナがログ・ダーナの封印を解き、更にフラスタルゲージの起動により力を取り戻したログ・ダーナによってその姿をクラウディアに現す。
名もなき島(4)
レブ・マデュラの北に位置する小さな浮島。セイントローズを手に入れてからでないと行けないが、フィールド上のログがあまりにも強くレベル99でもオート戦闘では全滅するほど。武器屋と宿屋があり、その奥にはエピルの館がある。
ルセムルク(3)
MAPには登場しない。機械文化が発達した国で、ルセムルクのヴァルハイトは全て自動で動く無人船である。機械都市バルブールはルセムルクの領内にある。

### 地上の世界 エルディア
アルペイトケイヴ(1、3)
『1』のラストダンジョン。エアゲートを通った先にある元は魔獣研究所だった場所。入口が地表より遥か高くあり、空を飛ぶ手段がなければ入ることができない。そのため階層の表記は地下を示す「B」が使われるが実際には、地表へ向かって降りている。最奥には魔獣を作り出す合成魔獣フューゼがいる。『1』にて崩壊したが『3』では隠しダンジョンとして存在し、最奥まで行くとネオ・フューゼと戦える。
イバニア(2)
『2』の出発点。エルディア正規兵に追われていたザードをロナードが助ける。東には政府直属の魔獣研究所である魔獣工廠があり、そこにはラナが囚われている。
ファルバナ(2)
エルディア軍及びテーゼ委員会の圧制に反対する自由エルディア同盟のアジトがある。香辛料の一種であるジンジーを栽培しており、ファルバナ産のジンジーは特に独特の刺激臭がある。
ロストアルバーダ(2)
最近発掘された遺跡。その地下から古代船が見つかったと噂が流れた。
ヴァルガンの魔獣研究所（2）
『2』のラストダンジョン。アウルが本拠地として魔獣研究を行っている研究所。
ラックリープ(3)
アルネウス対空防御基地の東にある街。浮遊要塞ソラリスがすぐ近くに落ちた。以前から街の南にある平地には空から様々な瓦礫が落ちてきていた。
アルネウス対空防御基地(3)
クラウディアを貫いた超粒子砲『アルネウスの光』が設置されているエルディア軍の基地。
エンセルビス(3)
ティエントのすぐ西にある小さな街。今は使われていないがティエントへ続く迷路のような長い坑道がある。レイナスたちは司令塔に乗り込むためこの坑道を利用することになる。
ティエント(3)
エルディアの首都で、エルディア軍の司令塔がある。魔獣の襲撃を防ぐためにドーム状の障壁で街全体を覆っているため空が見えず、昼でも街灯をつけないと真っ暗になる。
ティエントの司令塔（3）
『3』における二章のラストダンジョン。カートンとの決戦の場所。
リューゼル地方(3)
MAPには登場しない。翼竜魔獣の骨で作られるブローチが伝統的工芸品になっている地域。バーミッドが作った物は人気が高く、リューゼルの宝石とよばれている。

## メインキャラクター

### クラウディア
クラウディア人の多くにはラストネーム（姓）が設定されており、いずれも二つの単語を組み合わせた名前となっている。なお、エルディア人には姓が設定されていない模様である。
レイナス・シルバーロード
『1』、『3』、『4』では主人公として登場。『2』では冒頭の回想とEDのみ登場するサブキャラクターとなっている。
年齢：『1』では19歳、『3』では20歳　『4』では21歳　性別：男　身長：178cm
所属：軍事大国カイゼルシュルト帝国
薄茶の髪に焦げ茶の瞳。多少幼さを残す顔立ちをしているが、意思の強さを感じさせる。カイゼルシュルトに仕える優秀な士官で、第一騎艇小隊長を務める。『1』の時は階級は少尉だったが『1』での功績が認められ二階級特進を果たし、『3』では大尉になっていた。
性格は性別を問わず好かれる好青年で、気取らず生真面目で正義感が強い。親友のロナードが敵に回った時も怒りを露わにし、非道な祖国のやり方に反旗を翻した。しかし、次第に親友と祖国の裏切りも同然の行為が彼の心を落ち込ませ、覇気を失わせてしまった。ニアやベルンハイムといった仲間達と出会い、支えられ、レイナスは少しずつ立ち直っていく。そして、ロナードがザマに操られていることに気づいたドモラにより、レイナスは親友と自国に起きた真実を知る。レイナスは親友が自分に助けを求めていることに気づき、親友に対する激情や復讐心から振るう剣ではなく、親友を助けるために剣を振るい、カイゼルシュルト帝国の地下にてロナードとの一騎討ちに勝利した。
欠点はふたつあり、ひとつは寝起きが悪いこと。それが原因で『4』の冒頭でも会議に遅刻してしまい、ドモラから「お前は何年経っても変わらないではないか！」と叱られてしまった。もうひとつは、やや天然な部分があること（これは『4』で明らかになった設定で、序盤はレイナスがギャグキャラに回ってライに呆れられている。また続編のフロンティアにおいてもライから「レイナスの天然ボケが復活したのかしら」とコメントされている）。
幼少時に故郷が戦火に巻き込まれ、そこで士官だった父を亡くし母も亡くすという過去をもっている。士官を目指した理由もここにある。
武器は長さが異なる二本の剣を使う二刀流。二本の剣を活かした連撃技を主体とする戦い方を取る。彼の騎士道精神を表すかのように、身を挺して仲間を庇う守護という技もある。
剣術の腕は高く、士官学校次席卒業という優秀さ。だが訓練生時代に行われたカイゼル姫の戴冠式で、自分は士官に向いていないのではないかと悩むこともあった。在籍時には実技にばかり興味がいっていたため、講義の内容はあまり覚えていない。また、『1』でカイゼルシュルト城にあるイオメティスという武器はナイトスター家の秘宝であったが、友情の証としてレイナスに贈られたという裏話がある。
他人の功績を素直に凄いと褒めることはあっても、自分のことを凄いと本気で思っていないところもある。グランドランサーでヴァイスの父ゼクスの偉業を褒めたときに、ライから「貴方の方がすごいと思うけど……」と突っ込みを入れられていたが、レイナスはその意味にまったく気づいていなかった。
体の丈夫さはお墨付きで、『4』ではグランドランサーが寒い場所と分かっていたにもかかわらず半袖で行ったり、特技でも『守護』という体を張って仲間を守る技を持っている。
ロナードとは昔からのライバルであり、親友でもある。
好物はミートフランという、ハンバーグのようなもの。
必殺技は、二本の剣を利用して放つ連続攻撃や、身を挺して他者を守るといったものが多い。また、クラウディア側のパーティキャラクターで唯一施術が使用できる（ただし回復量は低い）。
フロンティアでは序盤から終盤まで登場し、主人公に様々な依頼を頼んでくる。また主人公が最初にPTを組む人物でもある。レイナスから依頼を受けることでストーリーが進行する。
ロナード・ナイトスター
『1』～『4』に登場。『1』ではイベントバトルでレイナスと3度にわたる一騎討ちを繰り広げ、1度目と2度目の戦闘ではいわゆる負けバトルとなっている（勝つことは可能だが、ストーリー上負けた扱いになる）。
年齢：『1』では20歳、『3』では21歳、『4』では22歳　性別：男　身長：182cm
所属：軍事大国カイゼルシュルト帝国
紺碧の髪と切れ長の瞳。端正な顔立ちと普段の寡黙さが相まって女性をうっとりさせることが多いが、男性には冷酷さを感じさせる。レイナスと同じくカイゼルシュルトの軍人で、第三騎艇小隊長を務める。『1』ではザマに魔植契約を施され、感情のない人形として洗脳されていた。レイナスとの一騎討ちに敗北し、その後、用済みとなったためザマによって重傷を負わせられる。傷つきながらもレイナスとの友情が洗脳を解除し、立ち上がろうとしたところへ従姉のライによって手当てを受け、ザマとの対決に参戦する。
性格は、常に冷静で滅多なことでは動じない。策謀家としての素質も持っている。また目的の為なら手段を選ばないこともあり、それによってレイナスと意見が対立することもあった。今ではレイナスやザードとの出会いで以前より表情もやわらかくなり、『4』では笑うシーンがいくつか入っていたりと変化がみられる。
武器は大剣を使い、一対一はもちろんだが『一閃』など広範囲にダメージを与える技も繰り出す。剣の腕は確かで、士官学校を首席で卒業したほど。士官学校には事情により一年、遅れて入学しているのでレイナスとは同期だがひとつ年上である。
軍服の前はあけてラフに着ている。『2』や『3』では青い軍服を羽織っており、『4』で私服姿を見せる。
『2』では、ニアを連れ去ったアウルの攻撃を防ぐため、上空へ飛翔して切りかかったことで空の下へ落下。荒れ狂う分厚い雲を貫き、エルディアへと落ちてしまう。奇跡的にも生存していたロナードは、エルディアに関する調査を開始。ニアの存在とその妹がエルディア政府に拉致されていることを知り、救出に向かう途中でザードと出逢った。以後はザードやラナの兄貴分としてふたりを見守るようになる。
生家のナイトスター家はカイゼルシュルトの名門貴族で、新貴族と呼ばれる割と新しい家柄。ライとは従姉弟の関係にある。士官学校時代に、兄弟と思われる人物と幼い頃一緒に撮った写真が入ったペンダントを身に着けていた。その写真には「絶対士官になってね」というメッセージも付いている。
『1』では腰まで届くかという長髪だったが、エルディアを彷徨っていた数ヶ月のうちにばっさり切ったようで『2』登場時では短髪になっていた。以後は長髪にはならず、短髪のまま。
好物はミルザ地方で獲れるというミルザフルーツ。
フライハイトフロンティアでは、双子の弟がいることが明かされた。幼少の頃にエアシップ墜落事故によって両親を失い、弟は行方不明となりロナードはナイトスター家に引き取られた。終盤では主人公に対し弟のことを頼むと依頼してくる。なお、PTに加入するのはこの弟との決戦のみとなっている。
ハント・グレイウォール
『1』～『4』に登場
年齢：『1』では31歳、『3』では32歳、『4』では33歳　性別：男　身長：187cm
所属：なし(祖国を飛び出し、傭兵として各地を転々としている)
陽に灼けた茶色の長髪をバンダナで束ね、口髭を生やしている。焦げ茶の目は細目で垂れている。顔立ちはおっさん顔。一匹狼を気取る傭兵。出身はプテリュクスだが揉め事を起こしたため、仕方なく傭兵として各地を転々としている。
性格は陽気で一見軽薄そうだが、純粋で傷つきやすい繊細な面をもっている。女の子が大好きであたり構わず口説くが、99.9%失敗する（ただし、作中では女性を口説く描写はなく、「口説いた」という話だけが聞ける。作中では、初対面のニアやレイラに対して紳士的な態度を見せている）。自分から女性に声をかけに行く分はよくても、相手から来られるのは少々苦手なのか、ラナからのアプローチに戸惑いを見せる自称硬派な男。
仲間思いなところも持っており、ヴァイスに疑いを向けられたニアを庇ったり、人の良い性格のレイナスを騙した窃盗団に大いに怒ったりと人情に溢れている。そのおかげか男と老人には異様に好かれる。ニアを救出するという目的が同じため、ザードから「ニアはおれが助けるんだ」と目の仇にされていた。しかし、ニアを助けるため傷つきながらもアウルと戦ったことで、ザードから肩を貸される関係となる。ハントが受けたダメージは酷く、半年もベッドで寝たきりとなっていた。
銃の名手で『ハント・ザ・マジックスナイパー』の通り名があるように、「魔銃」といわれるライフルに似た特殊なクリスタル銃を扱う。傭兵として活躍している年数は明確にはなっていないが、歴戦の猛者で体のいたるところに傷跡がある。元は親友グラッフルの操る巨大な船「セイントローズ」に相棒として乗船していたが、グラッフルが行方不明になってから彼も下船。傭兵となりながら各地を転々として、グラッフルを探していた。
実は身に着けている服や装飾品は全て高級品。
物語の始めはセントミラに雇われており、警備隊の一員として登場。この際にニアに一目惚れした様子。カイゼルシュルトと戦争状態にあったことと、レイナスが軍服姿だったので敵と思い込み一方的に攻撃を仕掛けてくる。その後、レイナスとベルンハイムの尋問に加わり、兵士の一人がニアを拷問にかけていると発言したため、彼女を助けるためにレイナス一行に加わる。以後はニア目当てで仲間となり、レイナスたちの兄貴分としてパーティーに加わる。
『1』ではハントそっくりの偽者が下着泥棒をするというイベントがあり、下着を盗まれた女性から問い詰められた際に仲間の誰からもフォローされなかったレイナスだけはハントを庇っていたが、犯人の特徴を聞いた途端「ハント、自首しろ」と態度を反転させた（レイナス曰く「冗談だよ」とのこと）。以来、ハントに弄られキャラのポジションが定着した。
ヴァイスとは喧嘩するほど仲がいいという関係。ヴァイスからの突っ込みとして雷をよく食らっている。友情に厚く、レイナスを騙して大金をせしめた盗賊団に対して、お金を取られたことよりもレイナスの行為を嘲笑ったことに怒りを見せていた。また、父ゼクスを思うあまり裏切ったヴァイスを殴り飛ばし、「てめえの魔法なんて痛くもねえけどよ、さっきのはすごい痛かったぜ……」と、仲間に裏切られて攻撃されたことに対するつらさを訴えていた。ヴァイスを殴った後はそれ以上怒ったりはせず、裏切り行為を不問にした（直後にヴァイスから仕返しの雷をお見舞いされた）。
女性関係や普段の粗暴な態度で誤解されがちだが、ハントは歴戦のガンナー。それゆえに勘は鋭く、借金の返済を迫られている女性（前述の詐欺師）から助けを求められた時は疑わしく思っていた。実力も本物で、ドモラ率いるカイゼルシュルト艦隊を追い払うのに一役買った（カイゼルの兵士からヴァイスとハントの実力を賞賛されている）。
好物はクラウディアのおふくろの味といわれるマージャミート（肉じゃがのようなもの）。しかしそれを隠している。メンバーの中では最も背丈が高い。
ニアやラナとの絡みが多く、女性の中では唯一ライとだけ絡みがない。だがイスファルに致命傷を負わされたライを見た時は「女性を傷つけるなんて最低だ」と激しい怒りを見せている。
フロンティアではサブクエストにて初登場。主人公の性別が女性であっても対応は男性と変わらない。惚れた女性のために一途になる反面、ライバルの存在に対しては強い嫉妬を見せる性格として描かれている。序盤から登場するがPT加入の機会は少ない。
ヴァイス・ランドシーカー
『1』、『3』、『4』に登場　『2』ではNPCとして登場
年齢：『1』では24歳、『3』では25歳、『4』では26歳　性別：男　身長：177cm
所属：魔法王国セントミラ
銀髪に碧眼。一見、インテリ風の整った顔立ちだがレイナスとは違った幼さをもっており、24歳にもかかわらずベルンハイムに「ガキ」と言われてしまうほど。セントミラの宮廷魔術師兼魔法大学の講師を務めている。
性格は沈着冷静を装っているが、激昂すると手に負えなくなる激しい気性を持つ。（ハントに対しては）物静かにとんでもない仕返しをすることもある。他人を信じ切れないところもあり、『1』では最初素性の知れないニアを疑っていたがレイナスやハントと触れ合ううちに『絆』を実感する。以後はニアを仲間と思うようになり、彼女に対する色眼鏡を捨てている。口調は年下、年上にかかわらず全ての人に対して敬語を使い名前を呼ぶのも「さん」付けしている。例外はハントで、『4』のあるイベント後に呼び捨てにしている。
『1』ではニアの尋問中にレイナスたちに捕らえられ、彼らの戦い振りを見ているうちに敵ではないと考え、ドモラ率いるカイゼルシュルト艦隊の迎撃に協力したことで無実を確信。レイナスたちの実力を買ったセントミラ王はエアゲートの調査を依頼。ヴァイスも彼らに同行する形で仲間となる。
戦闘は魔力を帯びたリングをはめ魔法で攻撃する。『3』では通常攻撃はSTRの数値によって左右されていたが、『1』と『4』ではINTに左右される。雷の魔法に精通しておりその力量は『雷光のヴァイス』という通り名をもつほど。雷の最強魔法『バルザライザー』は彼の代名詞といわれている。
服装は御用達店の特注品であるTシャツとジーンズといったラフなスタイル。しかし王宮でもその格好でいる為、何も知らない新人兵士に捕縛されそうになることもある。本来はセントミラ高位宮廷魔術師の法衣を着なければならないのだが、『ヴァイスが法衣を着たらセントミラの終わり』という変なジンクスが出来てしまっている。また、格好としては本を読む時だけ眼鏡をかけるという設定があり、『3』の戦闘終了時のポーズで初めて出てきた。
ハントとは喧嘩するほど仲がいいという関係。『1』ではその喧嘩の時にハントに対して「やるかっ」と言っており、今とは違って子供っぽさが垣間見えていた。
母親は既に他界しており、父親も以前から仕事で家に寄り付かず4年前から消息すら分からない状態。『4』で家を勝手に出て行った父親をずっと恨んでいたと心境を吐露している。
好物はカフジェレー。『4』ではセントミラ城でレシピを見ることができるが、実際に作るイベントはない。
ゼクスとの会話時、「父さんがいないと何もできない」と、珍しく弱音を見せていた。父を尊敬し、愛するあまりレイナスたちを裏切る形となってしまうが、仲間達が父に傷つけられているのを目にし、怒りによって潜在能力を引き出し、ゼクスとの一騎討ちに勝利した。
フロンティアでは中盤から登場。PTに入る機会は少ないが主人公に依頼してくるため出番自体は多い。
ベルンハイム・イーストドッグ
『1』の途中まで。『2』、『3』、『4』はNPCとして登場。
年齢：『1』の時点で36歳　性別：男　身長：181cm
所属：機械都市バルブール
緑の短髪に胸板の厚い大柄な体。年齢に比べると、あまりしっかりしていない性格だが男気溢れる人情家。涙脆い。
儀礼用の白い艦長服はすっかり色褪せてクリーム色になっている。自分の格好にはあまり頓着しないが船はピカピカにしないと気が済まず、借金してでも装飾にこだわっている。が、その割には自分を借金まみれにしたまま亡くなった父親を一発殴ってやりたいとも言っている。
バルブールには家族が残っていて、家には三つ子の子供が待っている。しかし子供は実子ではなく戦災孤児であり、忙しく飛び回る彼の代わりに弟夫婦が面倒をみてくれている。
好物はポポット酒という芋焼酎。
フロンティアではPTには加入しないが、彼の親族を助けるサブクエストが存在する。また終盤ではレイナスたちと合流し協力する。
レイラ・ヴァージンスノー
『2』、『3』に登場、『4』はNPCとして登場。
年齢：28歳　性別：女　身長：174cm
所属：軍事大国カイゼルシュルト帝国
ローズレッドの長髪にリボンを編みこんでおり、家の中では髪をアップにしている。鋭い目つきで男勝りの言動で威圧感が漂う。かつては『帝国の薔薇』と呼ばれていたほどの軍属の魔術師だった。現在は退役してドモラの良き妻となっている。
性格は他人にも自分にも厳しく、筋が通っていないことは許せない。しかし「おばさん」や「婆」など年増扱いされると条件反射で怒ってしまう（レイラたちの背後にいる魔獣を見た男が「ば……ば……ば（化け物だー！と言いたかった）」と声を振るわせたのを聞いて、「婆」といわれたのと勘違いして怒っている）。
家事全般が非常に得意だが、ドモラTシャツ(ドモラの顔が手縫いされている)のセンスについては周囲はノーコメントを貫いている。
攻撃魔法のエキスパートだが、相手のステータス上昇効果を打ち消す「イレイザー」など補助的な魔法も使用が可能。最強の無属性魔法「グランディスノヴァ」の使い手。威力はカイゼルシュルトの精鋭も太刀打ち出来なかったログを一瞬にして消滅させるほど。この魔法は『4』においてヴァイスも使用可能となっており、全体攻撃に強化されている（『2』と『3』では単体攻撃魔法だった）。
好物はミュールーアイス。ミュールーはクラウディアの牛である。
フロンティアでは娘のクレアを生んでおり、教育方針についてドモラと対立していた。後に和解しドモラもレイラの教育方針に賛成する。PTには加入しない。
ドモラ・ヴァージンスノー
『3』に登場、『1』、『2』、『4』にはNPCとして登場。『1』はボスキャラクターとして2度戦う。
年齢：42歳　性別：男　身長：175cm
所属：軍事大国カイゼルシュルト帝国
禿げ上がった頭に髭を生やし、がっしりした体格をレイラが特注した鎧に包んでいる。『1』では反逆者レイナスを追う敵側として登場するが、最後には国の異変に気付きレイナスの手助けをするため一人ドラゴンへ立ち向かった。
性格は情にもろく面倒見がいいが、規則などをきっちりと守る。カイゼルシュルト軍には30歳を過ぎてから入隊したが、持ち前の能力で現在の地位を獲得した叩き上げの軍人。レイナス、ロナードが隊長を務める第一、第三騎艇小隊とライが所属している特殊部隊は彼の管轄である。
武器は破壊力抜群の大きな戦斧。
水ですらレイラが汲んだものは違うと言い張るほどレイラに惚れ込み、好物はもちろん「レイラが作ったものなら何でも」
『1』にて、中尉という立場にありながら、カイゼルの軍人として各国進行の前線指揮官となるが、全てザマの謀略だったことに気づくと、レイナスたちを庇い、カイゼルの未来を託した。ザマの召喚した魔獣とひとりで交戦し、その後の消息は不明となる。だが、『2』では包帯を巻いた姿で登場。殉職扱いされていたため二階級特進し、中尉から少佐となった。
『4』では、ログの襲撃からセントミラ城を守っていたが、彼と共に城門を守っていた部下たちは全て死亡（場内を守っている部下は健在）。ドモラだけが生き残っている。
続編にあたるフライハイトフロンティアでは最終的に将軍にまで出世したが娘クレアが生まれたため、早いうちにレイナスに地位を譲り退役している。PTには加入しない。
ライ・ナイトスター
『3』、『4』で登場　『1』、『2』ではNPCとして登場。
年齢：『3』では22歳、『4』では23歳　性別：女　身長：168cm
所属：軍事大国カイゼルシュルト帝国
藍色の長い髪と瞳。髪は動きの邪魔にならないようにポニーテールにしている。
カイゼルシュルト帝国の特殊部隊員。カイゼル王直属の工作員で、諜報や暗殺の任務を受け持つ。階級は中尉。『4』では特殊部隊の隊長となり、部下を率いて異変の調査を行っている。
性格は物静かであまり感情を表に出さない。陰りのある色気をもつ。ロナードとは従姉弟の関係で、彼女もナイトスター家の一員だがなぜ特殊部隊に所属しているのかは不明。『2』ではロナードとライは「従兄妹」と書かれている。実際はライの方が1つ年上なので、従姉弟が正しい。
『3』ではレイナスに対する恋心らしきものを垣間見せており、エンディングにてレイナスとニアの二人を遠くから眺め静かに立ち去っている。『4』では天然ボケを発生させたレイナスに突っ込みたびたび呆れたりしていた。冷静沈着なロナードが唯一苦手としている人物でもあり、困らせたりいじめたりとお茶目な一面を持つ。
暗器を仕込んだボディースーツを着用し、短刀を武器とする。
好物はロットシチー。スパイスの効いたポトフのような物。
カイゼルシュルト最強の騎士と言われていたイスファル・ランスヴェルとか互いに恋仲となっていたようだが、（『4』から数えて）4年前のセントミラ大戦を最後に離れ離れになってしまう。
『4』では部下達を逃がすために、ひとりログの群れを引き付けているなど部下おもいな一面を見せる。しかし、残酷なことに部下達は全員死亡し、ライ自身が逆に生き残ってしまった。その後はレイナスたちと合流し、フラスタルゲージの調査を開始。カイゼルシュルトに戻った際にイスファルと遭遇し、背中から胸を貫かれて重症を負ってしまう。以後は戦線離脱し、代わりにハントがレイナス一行に加わることになる。しかし、イスファルがセイントローズに乗り込んできた時には、ライは単身イスファルと対決。（勝敗に関係なく）イスファルによって殺害されてしまう。イスファルに取り付いていた三賢者ディリウスが倒された後、ライは精神世界で彼と遭遇。ラグデュエルが自分達を引き合わせてくれたのだとイスファルは語る。
そして、4年ぶりに再会を果たしたふたりは互いの思いを伝え合い、最後にイスファルは親友レイナスへ「レイナス――お前がナンバー1だ」と伝えるように頼む。ラグデュエルによって生き返ったライはレイナスにそれを伝え、以後はエンディングまで登場しなくなる。
必殺技には、短剣で相手の急所を突いて敵全体を確実に即死させる剣技「神薙（『4』では通常の全体攻撃になっている）」や、氷の属性を付与した連続切りの「舞氷」がある。ほか、敵からアイテムを盗んだり、特効薬を用いて治癒が可能。
フロンティアでは序盤からPTに加入する。先に進めない限りは離脱しないので上手く利用すれば彼女を仲間にしたままサブクエストを進められる。終盤の決戦でもう一度PTに加入する。後日談ではレイナスから銀狼（警察組織のようなもの）のトップに任命され、「レイナスの天然ボケが復活したのかしら」とコメントしている。
ルナ
性別：女　年齢：不明
白い髪に金色の瞳。物静かで控えめな性格。魔法や施術に近い力である「神法」の使い手。人とのかかわりを断ち、「私に近づくと皆死んでしまう……」と他人を寄せ付けようとしない。その正体は、空と星の神「ルナ」。クラウディアを守る十の神のうちの1柱（神を数える時は、「人」ではなく「柱（はしら）」と数える）。
4年前の「セントミラ大戦」にてイスファル、グラッフル、ゼクスの3人と共にログ・セルシウスへと乗り込み、ログ・ダーナを封印。だが、3人の仲間たちは封印の神法を展開するルナを守るため、大勢のログと戦って犠牲となってしまった。以来、自分のせいでイスファルたちを殺し、彼らの大切な人たちに深い悲しみを与えたと思い込んでしまう。それは元々内気なルナにとって深い傷を残し、誰ともかかわらないようにして生きてきた。
それから4年後、ルナはログ・ダーナの封印を解くことにした。彼の持つ使者を霊魂として復活させる神法を利用し、イスファルたちを生き返らせようとした。ダーナは復活させた霊魂をログと呼ばれる怪物に変異させてしまうが、ルナの神法ならログ化をとめることができる。だが、計画は失敗。霊魂となったイスファルたちに、ダーナは自分の手駒を寄生させてしまい、ルナの敵となってしまった。グラッフルとゼクスは自我が残っていたが、イスファルは完全にダーナの手下と化してしまった。こうしてルナは、かつての仲間に追われる身となってしまった。
「私に近付くと皆死んでしまう……」ルナはそう考え、他人とは決してかかわらないようにしながら逃げ続けていた。自分を罪人と悲観するルナだったが、レイナスたちの優しさに触れていくうちに強い心を持つようになる。そして、レイナスに「私がイスファルを殺してしまった」と打ち明けたとき、彼はルナをまったく怨んでいないと言ってくれた。徐々にルナの心の傷も癒え始め、再びクラウディアを守るために立ち上がる。
全てが終わったその時、消え行くログ・セルシウスにて彼女はひとり残った。堕ちた神によって蘇らせられた死者の霊魂と共に、そしてルナを守るために再び集った英雄達と共に、帰るべき場所へと旅立っていった。
他の神々の力を取り込むことで様々な神法が使用できるようになる。攻撃面より治癒や能力上昇といった支援に長けている。
ルナ自身の神法では、背中に黄金の翼を生やした後、無数の隕石を飛来させる「ルナ」がある。ほか、ログ・ダーナの死法を阻止したり、神を封印することもできる。
フロンティアには登場しないが、神々もまた異世界の存在であることが語られている。

### エルディア
雲の下の世界エルディアにて暮らすものたち。魔獣を使役し、独裁政治を行うエルディア政府に反乱するレジスタンス「自由エルディア」の一員として活動している。なお、クラウディア人とは違ってこちらには姓の設定がない模様である。
ザード
『2』、『3』に登場。『4』ではNPCとして登場。『1』では登場しない。
年齢：18歳　性別：男　身長：172cm
エメラルドアッシュの短髪で、頭頂部を少し立てている。エルディアの反政府組織「自由エルディア」のメンバー。幼い頃に両親を亡くし、孤児として「自由エルディア」リーダーのエリオルに育てられる。
性格は生意気で感情で動くこともあるが、根は純粋で正義感もある。欠点は調子に乗りやすいところ。ニアとラナとは幼馴染で、幼い頃いじめられていたニアに「俺がニアを守る」という約束をした。
『3』では自分の祖先がバジアンだと知って戸惑うが、レイナスたちの言葉もあって運命を受けいれ蘇ったアーテクトに挑んだ。レイナスに対してはライバル意識や嫉妬のようなものを抱いているらしく、ラナが「レイナスさんがお姉ちゃんを護ってくれるから安心」と行った際は怒りを見せていた。しかし、劇中でレイナスに話し掛けたことは一度もない（前述のように一度だけレイナスから言葉を掛けられたことがあるがザードから返答はなかった）。
武器は片手にナックル、片手に父親の形見の拳銃で戦うが、蹴り技が一番得意というオールラウンダー。またナイフの扱いにも長けている。さらに身軽な為それを活かして敵からアイテムを奪うことも可能。『2』ではナイフと拳銃を用いていたが、『3』ではナックルと拳銃という組み合わせに変化している。
暗いところが苦手で、トーポ用通路ではラナにからかわれたり、アピュクスの森の地下研究施設に繋がる穴に飛び込む際には躊躇してレイラに叱られていた。
身長にコンプレックスをもっておりジバーブ(エルディアに生息するヤギに似た動物)のミルクを好んで飲むも、あまり効果はない。決して低いわけではないが、登場キャラの男性のほとんどがザードより身長が上である。
『4』ではセントミラ攻防戦でヴァイスとロナードの危機に、ニア、ラナ、レイラと共に助けにエルディアからやって来た。
続編のフライハイトフロンティアではエンディングのみ登場し、素直にレイナス一家を祝福しているので精神的な成長が窺える。レイナスとニアの娘リサからは「おじさん」と呼ばれており「お兄さんな」と訂正している。
ニア
『1』、『3』に登場。『2』、『4』ではNPCとして登場。
年齢　『1』では16歳、『3』では17歳　性別：女　身長：160cm
シリーズ『1』～『3』におけるヒロイン。クリーム色のショートカットに大きな茶色の瞳。幼いが端正な顔立ちで、生まれ持った優しさと明るさが滲み出ている。また常に小奇麗にしているが化粧っ気はない。ザードの幼馴染でラナとは姉妹関係。
両親を亡くしエリオルに育てられ自由エルディアのメンバーとなったが、魔力の高さに目をつけたテーゼ委員会に連れ去られ「特異合成体」として改造された。しかし、ザマと共にエアゲートを通った時に何らかの影響を受け魔操契約が一時的に解けた為、力を貸してくれる人物を求めてクラウディアを彷徨っていた。その際にベルンハイムと出会い、エアベルンに乗船し、レイナスを救助したという。『2』のエンディングでアウルが死んだことにより元の体に戻り、『3』にてパーティーに復帰する。
性格は優しく純粋で、レイナスに淡い恋心を抱いているような素振りを見せるなど乙女チックなところもある。ザードより年下だが、ザードの事を弟のように思っている節があったり、ハントのアプローチをさらりとかわしたりすることもある。
回復や補助など施術が得意で、魔力調整機でもある二本のスティックを武器として使う。スティックの先端に魔力を集め、任意の魔力を発動できる。
『1』ではカイゼル軍に反旗を翻し、負傷したレイナスを助けた。その時からベルンハイムと行動を共にしており、彼にレイナスの救助と乗船を請うなど優しさを見せていた。プテリュクスで離れ離れになった際は、魔獣化が起きたことでカイゼル兵士たちを虐殺してしまったことが示唆されている（ニアは自分がやったわけじゃないというが、このことでよりヴァイスに素性を疑われることとなった）。それでも自分を信じてくれるレイナスに強い信頼を見せ始め、エンディングではアルペイトケイブから生還した彼に駆け寄り抱きついていた。
『2』の冒頭にあるロナードの回想シーンではアウルにより再びレイナスたちの元から連れ去られ、数ヶ月間囚われの身となっていた。髪が長く伸びてしまっていた。
好物はポポットパイ。ポポットは甘さ控えめのさつまいもの事で、クラウディアにもエルディアにも同じような物がある。
『4』ではヴァイスとロナードを助けた後、ラナと共に城で負傷者の治療にあたる。ルナと一緒のレイナスに対して嫉妬らしきものを見せている。
続編に当たる「フライハイトフロンティア」では、レイナスと結ばれ一児の母となっている。娘のリサを出産するも、異世界の存在の脅威を感じ取り阻止しようとした結果、異世界に幽閉されてしまう。ストーリーの最終目的は異世界に幽閉された彼女を助け出すこととなっている。
ラナ
『2』、『3』に登場。『4』ではNPCとして登場。『1』では登場しない。
年齢：16歳　性別：女　身長：158cm
シルバーブロンドの長髪をツインテールにしている。ニアの実妹。性格は天真爛漫で無邪気な笑顔を振りまいてパーティに明るさをもたらす。
魔力はニアに劣るものの施術を主に扱い、ニアが回復主体であるのに対し、ラナは回復と攻撃の施術を用いる。武器はどこかの遺跡で拾ってきた「レーヴェ」と名づけた魔力増幅装置で、レーヴェは魔力センスが無い者が使っても反応しない。
ハントには「おじさま」と呼ぶなど一目惚れで積極的にアプローチする。
身長は姉より小さいが、スタイルは自分の方がいいと思っている。またそれを強調するかのように露出度の高い服装を着ている。
ニアとは不思議な感覚でつながっているらしく、本人曰く「感じる」という。
姉と同様、魔力の高さに目をつけた「テーゼ委員会」によって囚われの身となっていたが、ザードとロナードによって救出された。
好物はヨーゲルジンジー。ジンジーはエルディアの生姜をヨーゲル（ヨーグルト）で漬けたもので自作で漬けるのが趣味。
フロンティアでは非常に気の強い女性となっており、レイナスのことは呼び捨てで呼ぶ。行方不明となったニアを探して旅を続けているが、職務を優先するレイナスに対して常に苛立ちを見せていた。今でもハントに対する思いや扱いは変わっていない。救出されたニアと再会した際は「お姉ちゃん」と呼び、言葉遣いもかつての幼さを見せていた。このこともありレイナスとは和解している。
エリオル
『2』では中盤まで加入。『3』ではNPCとして登場。『1』、『4』では登場しない。
年齢：42歳　性別：男　身長：不明
茶髪に顎鬚を蓄え、眼鏡をかけている。厳しい顔立ちをしている。
反政府組織「自由エルディア」のリーダーで、ザードやニア、ラナといった孤児を育てながら自由エルディアをまとめてきた。普段は温厚で優しい紳士だが、悪には毅然とした態度をとる。
攻撃系魔法の使い手でもあるが、重量のある特殊なムチを使っての肉弾戦もこなす。
『3』では魔植ウイルスと化したアーテクトに憑依されていたことが明かされ、物語の黒幕として登場する。ただし、いつ憑依されていたのかは定かではない。最期はザードが放ったセリエスの涙によってアーテクトは浄化された。エンディングではザードと共にバジアン、アーテクトの姿を見送っている。
フロンティアではエンディングシーンにザードと共に登場。

### エルディア軍関係者
エルディアを支配する政府。その幹部をテーゼ委員会と呼ぶ。カートンを頭角とし、クラウディアの征服をもくろんでいる。なお、ザマを除いた彼らの魔獣形態は、それぞれの性格や立場が現れている。
※()内は登場したシリーズ。
アーテクト(3)
ウイルス研究家。『3』のラストボス。野心家で自己顕示欲が強い性格。親友のバジアンが世間から認められて賞賛されているのに対し、自分の研究は非難ばかり受けていた。バジアンはかばってくれたが、アーテクトの捻じ曲がった精神は「バジアンは私を見下している」と受け取ってしまう。暴走を始めたアーテクトは殺人ウイルスを用いてバジアンの妻セリエスを殺害。その後、セリエスを生き返らせるつもりでバジアンが作成した「人工復元装置」を奪取し、自分の殺人ウイルスと組み合わせて「魔植ウイルス」を発現。生物や人間を魔獣に変異させ、使役することで駒にし、自分を見下した世界に対して復讐を開始した。多数の魔獣を率いてクラウディア全土に戦争を仕掛けるが、彼の住む大陸が地割れを起こし雲の下へと落下してしまった。魔獣と共にクラウディアを追放されたアーテクトは、自身をウイルスに変えることで延命。いつか肉体を取り戻し、クラウディアへの復讐を誓う。
レジスタンス「自由エルディア」のリーダーであるエリオルに寄生し、ザードたちに協力するふりをして偽りの情報を流していた。他人を信用しないアーテクトはそうしてザードたちとエルディア軍を衝突させ、自身を崇拝していたカートンを殺害。かつてクラウディアで研究所として使っていた「グランドエイジ」へと渡った。以後は新型魔獣を次々と生み出し、再びクラウディアの支配を目論んだがザードに憑依したバジアンの霊に説得され、少しずつ狂気が収まりつつあった。親友の言葉を聞いて戸惑ったその時、バジアンからザードへと意識が戻り、彼の怒号と共にウイルスを駆逐する弾丸「セリエスの涙」を撃ち込まれてしまう（寄生されたエリオルを助けるためには魔植ウイルスを駆逐する必要があるため）。
このことによってアーテクトを構成する魔植ウイルスが暴走を引き起こし、魔獣の形態へと変化。ザードたちと最後の一戦を繰り広げる。彼の敗北と共にセリエスの涙は世界全土に拡散され、全ての魔獣は浄化された。
倒された後はバジアンの言葉を受け入れ、狂気に捕らわれた自分を許してくれた親友と共に消滅した。エンディングではバジアンと共にザード、エリオルの前に現れ、別れを告げるシーンがある。その際の容姿はエリオルの色違いであり、本来の姿もエリオルと瓜二つだったようである。
魔獣の形態は、彼自身の狂気を反映した無数の人面を持つ姿となる。それぞれの顔には、とてつもない負の感情が込められている。
カートン(1、2、3)
テーゼ委員会のリーダー格。自らを「アーテクトの子」と呼ぶ。黒のローブに身を包んだ男性。アーテクトを「神」と崇め、妄信的に崇拝している。
エルディア軍の最高司令官を務めている。非常に冷静かつ冷徹な性格をしており、アウルのように余裕ぶった態度や残虐性などは見せず、淡々と目的を果たそうとしている。『3』第二章のボス。
アルネウス対空防御基地でレイナスとの一騎討ちで彼を圧倒する実力を見せた。しかし、司令塔まで迫った仲間たちの絆の力により倒され、エリオルの肉体を乗っ取ったアーテクトにより止めを刺される。
魔獣に変身した時の形態は、統率者として最強の存在を誇示するかのような双頭の龍となる。その形態に変化する前は、普段の冷徹な態度から想像もできない哄笑をあげる。
エイジア(1、2、3)
テーゼ委員会の紅一点。自らを「アーテクトの子」と呼ぶ。紅のローブに身を包んだ女性。『1』に登場した時のみ女性だとわかる口調で話しているが、それ以降はレイラのように男性的な口調でしゃべる。『3』第一章のボス。
超粒子砲「アルネウスの光」を設計した女性技術者。『3』では序盤に司令官として軍を率いて、クラウディアへ攻め込み、セントミラの浮遊要塞ソラリスを占拠した。だが、決死の覚悟で乗り込んだレイナスたちの前には及ばず敗れ去った。最後の力を振り絞ってソラリスの爆破装置を作動させ、ソラリスをエルディアへ向けて落とし道連れにしようとするなど強い忠誠心を持つ。
魔獣に変身した時の形態は、兵を束ねる司令官を思わせる女王蜂のような姿となる。
アウル(1、2)
テーゼ委員会に所属する蒼のローブに身を包んだ男。自らを「アーテクトの子」と呼ぶ。多くの罪のない人間を魔獣と合成させ、実験体としてきた冷血漢。『2』のラスボスとして登場する。
彼に改造を施された人間たちの成れの果てを、アルペイトケイブで見ることが出来る。そしてニアに魔操契約を施し、魔獣へと改造した。『1』でニアを連れ去ったのも彼である。
魔獣に変身した時の形態は、彼の残忍さを現すように巨大な人面を本体とし、数匹の蛇を従えた姿となる。ヴァルガンの魔獣研究所にて乗り込んできたザードたちと対決。ハントに落雷の魔法で重傷を負わせるが、ニアを助けるという強い思いと絆の前に敗れ去った。
ザマ(1)
テーゼ委員会に所属する白のローブに身を包んだ男。彼もカートンたちと同様、「アーテクトの子」の1人。常に敬語だが他人を下に見た話し方をしており、カイゼル王を操っていることまでベラベラ喋るなど口が過ぎる性格。エアゲートを通ってエルディアからクラウディアにニアと共にやって来た。そしてカイゼルシュルト王とロナードを洗脳装置に掛け、魔植契約を施し意のままに操った。
カイゼルシュルト軍を動かし、バーデルゼン、セントミラと進行。クラウディアに戦火を巻き起こした。目的はクラウディアの戦力削減だと思われる。
戦争の原因が彼であると突き止められ、カイゼルシュルトに乗り込んだレイナスらに倒される。
魔獣に変身した時の形態は、彼の冷酷さをそのままあらわしたような顔を持つ怪物となる。初めはレイナスたちを圧倒していたが、正気を取り戻したロナードが加わったことで敗北した。
続編「フライハイトフロンティア」では最後に配信されたクエストのボスとして登場する。
フューゼ(1)/ネオ・フューゼ(3)
アウルによって生み出された巨大な魔獣。複数の顔が肉体に張り付いており、アーテクトの魔獣形態を想起させる。初代フライハイトクラウディアにおけるラストボス。無数の魔獣をエア・ゲートの向こうから生み出していた。かなりの強敵でエルディア側の戦士たちがどれだけ挑んでも歯が立たずできなかったという。
しかしアウルによれば「サンプルに過ぎず、真の力ではない」とのこと。初代ではロナードの攻撃によって倒されたかに思われたが、続編に当たる『3』にて隠しボスとして登場する。その際の名前はネオ・フューゼとなっており体色が若干変化している。
『フライハイトフロンティア』にも登場しており、その強さは健在。本編終了後の後日談におけるラスボスとして登場する。

### 英雄
全員『4』にのみ登場。セントミラ大戦にて、ルナと共にログ・ダーナと戦った者たち。既に全員が死亡しており、現在はログ・ダーナによって霊魂として復活させられ、三賢者を寄生させられている。なお、彼らとはあるアイテムをある場所で使用することにより、全盛期の状態で戦うことができる。
イスファル・ランスヴェル
年齢：21歳　性別：男　所属：軍事大国カイゼルシュルト帝国
黒色の短髪にターコイズの瞳。かつてレイナス、ロナードと共に士官学校で学んだ仲だったが、4年前にセントミラ大戦へ参加して消息不明となった。
今まで自分の剣が何のためにあるのか、わからなかったイスファル。ルナと出会ったことで「自分の剣はルナを守るためにある」と思い、ルナと共にログ・セルシウスへと乗り込む。
剣の腕前はレイナスを凌ぎ、レイナスはイスファルを倒してナンバー1になると息巻いていた。レイナスが防御と攻撃を両立させた二刀流、ロナードが一撃必殺に特化した剣術に対し、イスファルの剣術は純粋な破壊力に特化されたものとなっている。
候補生の時にこの剣を持つ意味が分からないと悩んでいたこともあったが、普段から帝国の外を見回ったり、魔獣に襲われている街の人を助けていた。
ルナの神法によって亡霊としてだが生き返った時に、ログ・ダーナにセントミラ三賢者の一人ディリウスの魂と同化させられ、ログ・ダーナの僕となっていた。その後ルナが三賢者の覚醒を最大限まで解放し現われたディリウスを、レイナスたちが倒したことによって元に戻る。しかし自分が死んだことが分かっておらず、またその直前にライを刺してしまったことに悲しみの叫びをあげながら消滅。
その後、精神世界にてライと最後の会話を交わし、自分の思いを伝える。そして親友へ「レイナス、お前こそがナンバーワンだ」と伝えて欲しいと頼んだ。
必殺技は、破壊力を増幅させる「オーラチャージ」から繰り出される連続攻撃の「ダブルスライド」。もしくは剣先から巨大な炎を発生させる「神・炎刃斬」を使用。思いを具現化させるDISKによって現れるイスファルは全盛期の強さを取り戻しており、白光する無数の星々を放つ「白凰の翼」を使う。この技は「英雄の翼」という名称にかわってレイナスに受け継がれる。フロンティアにおいてもレイナスの専用技となっており、また武器はイスファルの剣を使用している。
エンディングにて、消滅するログ・セルシウスに集ったログからルナを守るために登場する。
グラッフル・ローディーン
年齢：35歳　性別：男　所属：不明
きはだ色の長い髪を紫色のリボンでまとめている。顔立ちは一見して分かる凶悪面。額をはじめ顔に刺青を施している。
空の世界でその名を知らぬ者はいないほどの悪名高い空賊。ソラリス艦隊を一隻で潰したジバルデン級ヴァルハイト「セイントローズ」の船長。4年前に船もろとも沈んだとされていたが、再びその姿を空に現す。
性格は気ままで勝負事が好きのようで、エアベルンを襲った際にも「俺に勝ったら逃がしてやるよ」と勝負を仕掛けてきた。口癖は「めんどくせぇ」「100年早い」で、口調はがさつ。
「バルテス」という巨大な魔銃を自在に操り敵を一掃する。ハントの扱う魔銃よりもサイズは大きい。
ルナの神法によって亡霊としてだが生き返った時に、ログ・ダーナにセントミラ三賢者の一人マルカダの魂と同化させられた。しばらくは自我を保っていたが、やがて覚醒してレイナスやハントに立ち塞がる。
ハントとは親友で、以前危ないところをハントに助けてもらった際に交わした約束「次に行くときは一緒に連れて行く」を守れなかったことを消える直前に謝っている。
必殺技は、バルテスによる掃射や、無数の弾丸を射出する「真・魔銃」。この技はハントによって受け継がれ、彼が使う場合は愛用のクリスタル銃がバルテス以上の巨大な魔銃に変形する。
エンディングにて、消滅するログ・セルシウスに集ったログからルナを守るために登場する。
銀色の髪の男
銀髪に碧眼。氷の魔法を自在に操る魔術師。公式サイトでの人物紹介でも名前や所属は一切明らかにされていないが、ゲーム本編で明らかにされた。
本名はゼクス・ランドシーカー。ヴァイスの父親で、浮遊要塞ソラリスの魔術師であり軍師だった。4年前に起こったセントミラ大戦以後消息不明となっていたが、その姿を現す。
4年前、ルナ、イスファル、グラッフルと共にログ・ダーナ封印の為に戦った人物である。
口調は誰に対しても敬語で、一人称も「私」である。性格も口調も、ヴァイスから青臭さを抜いた感じ。外見は『4』でヴァイスが26歳なので50歳近いはずだが、それを感じさせない若々しい外見をしている。
氷と雷の合成魔法「エスクラウディア」の使い手で、20年前カイゼルシュルトからの要請を受けて、カイゼルシュルト艦隊を壊滅状態にまで追い込んだ魔獣マルベウスをたった一人でグランドランサーに封印した。強力な冷気の魔力を扱う。
ルナの神法によって亡霊としてだが生き返った時に、ログ・ダーナにセントミラ三賢者の一人リリーの魂と同化させられた。三人の中では最後まで自我を保っていた。グラッフルと久々に会った時に「この大空で散る」という彼とは反対に、最後まで戦うと言っている。
ヴァイスに幼い頃から寂しい思いをさせていたことを悔いている。
必殺技は、ヴァイスの代名詞でもある「バルザライザー」はもちろんのこと、最強の氷属性魔法である「ログ・ゼクス」を使用する。そして、隠しボスとして戦う際は氷と雷を融合させた最強の魔法「エスクラディア」を使用する。この魔法は勝利することでヴァイスに受け継がれる。
エンディングにて、消滅するログ・セルシウスに集ったログからルナを守るために登場する。

### 堕神・ログ・三賢者
『フライハイトクラウディア4』における敵陣営
生と死の神ログ・ダーナ(4)
十神の一人。『4』におけるラストボス。死法という術によって死者を霊魂として復活させたり、霊魂をログという怪物に変異させる能力を持つ。
元々は人間を愛する神だったが、自愛の対象であるはずの人間は神を捕らえ、その力によって兵器を起動させていた。ダーナは人間に必要なのは愛なのかと疑問を感じていたが、恋人であったレブ・マデュラから「私を愛しているのなら、同じくらい人間を愛しているはず」と諭されていた。
しかし、レブが人間に殺された事により、人間に対する怒りが爆発。人間に必要なのは「愛」ではなく「死」だと悟り、人間を愛さなくなったため、神という輪から外れ「堕神」となった。それからは他の神々を吸収し、人間の抹殺を図ったがラグデュエルによって相打ちという形で「ログ・セルシウス」に封印されてしまう。
それから時が流れ、セントミラ三賢者が封印の一部を解いたことにより一度復活するも、ルナとイスファルたちによって再び封印された。しかし今回、二度目の復活を果たし、再び世界に贖罪を求め人類を滅ぼそうとする。クラウディアから人間の存在しない「完全な世界」の創造を企てる。
以前はルナひとりの力でも封印が可能だったが、現在のダーナはルナの力も取り込んでしまっている。神を超えた存在となったダーナには、力を失ったルナも太刀打ちできなかった。だが、レイナスたち人間の力と、ルナの神の力。ふたつの力は狂気の堕神を打ち破り、その呪縛を解いた。レイナスたちに激しい怒りを見せるが、もう堕神でなくなっていることをレヴに告げられ、共に在るべき場所へと還っていった。
進化の神レブ・マデュラ(4)
十神の一人。「神々を蹂躙する人間達を愛する必要などあるのか」とダーナは疑問を感じていたが、レブは側に寄り添って「私を愛しているのなら、貴方は人間も愛しているはず」と彼の恋人として支えていた。しかし、彼女自身も人間の手にかかり死んでしまった。それがログ・ダーナの暴走のきっかけとなってしまった。
自分のせいでログ・ダーナが堕神となったことに責任を感じ、死んでからもログとしてログ・ダーナの傍にいた。しかし、堕神となって正気を失った恋人は、レブの存在に気づくことはなかった。レブ自身もログとして変異したため、正気を失っていたがルナの心に触れたことで元に戻り、全ての力をルナに託す。
ディリウス(4)
4年前まではセントミラに仕える「三賢者」の一員として、国の発展に努めていた。彼らは新たな力としてログ・ダーナの存在に目を付け、封印の一部を解いてしまった。ダーナの力を利用するつもりだったが、逆に殺されて魂を奪われてしまう。現在は、ログとしてダーナの駒となり、イスファル、グラッフル、ゼクスの霊魂にそれぞれ同化させられている。なお、ルナの神法によってイスファルたちのログ化は阻止されている。しかし、ルナが神法を最大にまで引き上げることにより三賢者たちの姿を引き出すことが可能（三賢者が死ぬと同化された魂も運命を共にする。故に、イスファルたちと会話するためには先に三賢者を引きずり出して倒す必要がある）。
ディリウスは、イスファルに寄生しており、彼の思考を狂わせてログ・ダーナの配下とし、ルナへと刃を向けさせた。ハントを軽々と降し、レイナスとロナードのふたりがかりでもものともしなかった。カイゼルシュルトにてライを人質に取り、ルナの身柄をレイナスに要求する。だが、その直後ハントの銃撃によって妨害されてしまった。
イスファルを完全に支配した後は、レイナスたちを皆殺しにするべく、セイントローズへと乗り込んでくる。
ライと一戦を交え、彼女を瀕死状態にしたその後、駆けつけたレイナスたちと交戦し、ルナの神法によってログとしての醜い姿を引きずり出された。
ログ形態時は、阿修羅や金剛力士を模した複数の腕を持つ鬼のような姿となる。
マルカダ(4)
グラッフルに寄生しており、少しずつ彼の自我を奪っていった。彼を支配した後は、セイントローズに乗船していた部下たちを皆殺しにし、ログで溢れかえらせた。
ブリッジにてハントたちと交戦し、ルナによってログとしての姿を引きずり出される。
ログ形態時は、巨大な四足獣に騎乗した人型の怪物となる。三賢者の中で最初に戦うこととなる相手である。
リリー(4)
ゼクスに寄生しており、巨大な魔力を操って攻撃を仕掛けてくる。ログ・セルシウスにて交戦。究極の氷魔法ログゼクスによってレイナスたちを圧倒する。だが、仲間を傷つけられたことで激怒し、潜在能力を引き出したヴァイスとの一騎討ちに敗北。ルナの神法によって、ログの姿を引きずり出された。
最後に戦う三賢者だけであって、今まで戦った賢者とは比べ物にならない力を持っている。最強の雷魔法バルザライザーと氷の最強魔法ログゼクスを連発する。しかし、それでも、ゼクスの最強魔法エスクラディアまでは使用することができなかった。
ログ形態時は、巨大な怪鳥の首を女性の上半身に変えた、いわゆるハーピーのような姿となる。

### 十神
クラウディアに住む10人の神々たち。彼らはどこまでも人間を愛し、守ろうと見守っていた。だが、人間達が取った行動は神々を兵器の原動力として扱うという冷酷なものであった。神々は次々と人間達の手にかかり、力尽き死んでいった。それでも神々の統率者ラグデュエルは「人間を愛し続ける」というのをやめようとはせず、仲間の神々もそれに従っていた。
今では大半の神々が消滅してしまい、『4』が始まった時点で現存しているのはマルキュロディン、ルナ、ログ・ダーナ、レブ・マデュラのみである。ラグデュエルも精神体として存在はしているが、肉体は失ってしまっている状態にある。
続編「フライハイトフロンティア」には十神の名を冠した武器が存在し、異世界「フロンティア」の謎を解く鍵となっている。
記憶の神マルキュロディン(4)
十神の一人。神々の仲間からはロディンとも呼ばれる。性格は傲岸不遜で、同士であるルナに対しても見下したような態度を見せていた。
十神の中で中立を貫き、ログ・ダーナが闇に堕ちて人類を滅ぼそうとした時も一切関わらなかった。今回もルナの説得にもかかわらず力を貸そうとはしなかったが、レイナスたちの協力を受けて立ち向かったルナに倒され力を託す。
ルナから「力を貸して欲しい」と懇願された際に、ロディンは「ログ･ダーナの暴走は人間が招いた禍。なぜ我が力を貸さねばならぬ」と拒否している。ルナとの戦いに敗れ、彼女に力を託す時にダーナに起こった悲劇を見せた。
創造の神ラグデュエル(4)
十神の一人で、その中でもリーダー的な存在だった。闇に堕ちたログ・ダーナを自分の命と引き換えに神の棺ログ・セルシウスに封印した。命を引き換えにとはいっても、人間の世界から神の世界に帰ったともいえるようで、その力を受けるイベントがある。
イスファル（正確にはディリウス）に殺されたライを復活させ、離れ離れとなったふたりを少しの間だけ引き合わせてくれた。

### その他
カイゼルシュルト王(1～4)
軍事大国カイゼルシュルト帝国を治める王。『1』でザマによって操られ自国や他国に甚大な被害を与えた事に苦悩するが、国民のために王位を続投することを決めた。バーデルゼンを滅ぼしてしまった罪滅ぼしに、レイナスを指揮官に任命し、バーデルゼンの復興を行わせた。しかし、『3』で復興が終わったと共にエルディア軍の新兵器「アルネウスの光」によって再び崩壊してしまう。その間隙をつかれ、カイゼルシュルトもエルディア軍により深い傷跡を残された。
しかし、それでもめげずに各国と手を取り合い、エルディア軍に対抗するため行動する。
セントミラ王(1、3、4)
魔法王国セントミラを治める王。ヴァイスには特別信頼を寄せていた。フロンティアでは死亡しており、彼の息子が王位を継いだとのこと。
ガルボア(1、4)
『1』では、バーデルゼン司令塔を守る司令官として登場し、最初のボスとしてレイナスと戦った。直前に発した「カイゼルシュルトの豚野郎」が強烈な印象を残す。レイナスに敗れたとき、散り際に彼の強さを認める。
『4』ではグラフィディル闘技場で復活を果たした。
ヨーロ(2)
バミューナの街に事務所を構えるクラウディア指折りの情報屋。相手の足元を見た交渉をするなど手段はよろしくないが、商売人としての実力は高く、街中のごろつきから尊敬されている。
アベル(1～4)
フライハイトクラウディア名物のエアクレスト収集家。集めたエアクレストの数によってアイテムをくれる。
ラルフ(1、4)
セントミラにいる音楽家。彼に話しかけると世界中に散らばっている音符を集められるようになり、エアベルンの専用ルームに行けばいつでも音楽が聞けるようになる。
ロイス(3)
セントミラの街で歌っている少年。音楽家ラルフの弟で、エアシップに乗せると魔獣のパーツと音符とを交換してくれるようになる。
ミルン(3、4)
セントミラ城で働いている新人のメイド。掃除は苦手だが料理は得意で、『4』ではセイントローズの商業エリアにドリンク屋を開いてくれる。
シーザ（1、2、4）
山賊の首魁として君臨する男性。隠しボスとして登場するが、『3』には未登場。
偽ハント（1、4）
ハントに物凄くそっくりな男性。服の色と髪が真紅なのが特徴。『1』でプテリュクス在住の女性の下着を盗んだため、ハントに下着泥棒疑惑がかけられてしまう。隠しボスとして登場し、倒すと女王の下着を入手できる。期間限定のボスのため、ロナードが加入すると戦うことが出来なくなってしまう。
『4』では闘技場のボスとして復活を果たした。BGMはディリウスやマルキュロディン戦と同じ「神戦」となっている。

## 用語解説
浮島
クラウディアの人々が生活を営む空に浮かぶ島。大小様々あるが、人が住める浮島はもう残り数少ない。
魔法と施術
魔法はクラウディアの人々が使うもの。主に攻撃面やステータス低下（デバフ）などに優れている。
逆に施術はエルディアの人々が使う力で、主に回復やステータス上昇（バフ）などに優れている。
元は神の力で、世界に繁栄をもたらすために神が人に与えた力。魔法は攻撃系の力で、施術は回復や補助の力である。施術はクラウディアに伝わっておらず、エルディアの人間しか知らない能力であった。クラウディアに住む人間で、唯一施術が使用できるキャラはレイナスのみとなっている。ただし効果はニアたちには及ばない。
神法と死法
神の力を借り受け、奇跡として行使する神法。これは施術や魔法の原点ともいえる力で、神にしか使用できない。作中ではルナのみが使用可能。他の神々を取り込むことで攻撃や補助といった様々な神法が使用できる。またルナの神法は、ログ化を抑えることができる。
死法は、後述のログを生み出すための力である。ログ・ダーナのみが使用可能で、死者を亡霊として蘇らせ、やがてログという怪物に変異させる。
エアシップ
浮島と浮島とを行き交う船の総称。民間船、ベルンハイムがもつ「エアベルン」などの商用船、「ヴァルハイト」など戦艦も全て含まれる。
覚醒
三賢者に寄生された者が、自我を失って完全に操り人形となることをさす。
シュメッターリング
クラウディアの高級バイク。基本的には一人乗りだが、二人乗りも可能。高い高度を得られない欠点があるが、大陸上のごく一般的な交通手段として市民に親しまれている。販売価格は約300万ほど。その割にはカイゼルシュルトの路上に適当に放られている。街中での移動限定だが『4』で乗れるようになった。略称は「シュミッター」。
グランドアーク
カイゼルシュルトからレム・ヴァニアを抜けティディルへ繋がる列車。『4』の初盤でログの襲撃を受け大破してしまう。
トーポ
エルディアの街と街を結ぶ地下水路の小さな船。これがなかった時代は決死の思いで陸路を行っていた。
エアゲート
『1』でカイゼルシュルト領上空に突如として現れた巨大な穴。そこから未確認の魔獣が出現して空を荒らしていた。
分厚い雲に分断されたクラウディアとエルディアを結んでおり、ザマとニアはエアゲートを通ってクラウディアへやって来た。クラウディアからエルディアへ通った先には、アルペイトケイヴがある。フューゼはここから魔獣を生み出し、エアゲートから（結果的に）クラウディアに魔獣を送り込んでいた。
魔獣
エルディアへと通じるエアゲートから出現する怪物。その正体は、狂気の科学者が生み出した生物の成れの果てであった。
アーテクトの生み出した魔植ウイルスによって精製されるほか、アウルのように研究・実験で人間を魔獣化させることも可能。またフューゼが生み出すタイプの魔獣も存在する。
魔銃
クリスタルの銃身を持つ銃器。ライフルのようなロングバレルがついており、自らの魔力を消費してフルオートによる射撃が可能。
魔殖ウイルス
アーテクトが発明した魔獣を作り出す元となるウイルス。エルディアの地上のほとんどはこれで汚染されている。バジアンが浄化するためのウイルス「セリエスの涙」を作り出した。
魔植契約
ザマがロナードとカイゼル王に行った洗脳の名称。この契約を施された者は、術者の操り人形となって意思や思考を失ってしまう。しかし、ひとたび感情が揺れると契約の力が弱まってしまうという欠点がある。
魔操契約
魔獣を使役するために行う契約の名称。エルディア政府はこの契約によって魔獣を兵器として従えている。前述の魔植契約と同じく、術者の操り人形となってしまうが、不完全な力のため契約を受けたものは暴走してしまうことがある。術者が死亡した場合、この契約は破棄される。
『2』では、魔獣に改造されたニアがアウルによってこの魔操契約を施されていた。
テーゼ委員会
『1』から『3』を通してレイナスたちを苦しめた黒幕。軍の最高司令官を務めるカートンをリーダー格とし、兵器製造を担う紅一点のエイジア、魔獣の生成や改造を担うアウル。そして、魔植契約の使い手であるザマの4人によって構成されている。
アーテクトを崇拝の対象としており、自らを「アーテクトの子」と名乗る。エルディア軍に深く入り込み、魔獣工廠などをエルディア各地に作り、捕らえた犯罪者を実験体として魔獣合成を行っていた。
セントミラ大戦
4年前にセントミラで起こった戦争。クラウディアから魔獣を消滅させるべく日夜研究に明け暮れていたセントミラの三賢者がある日、とても素晴らしい発見をしたと言い残し姿を消した。その数日後、セントミラ上空に巨大な物体が出現し、そこから大量の化け物が降り注いできたのが始まりとされる。だが上空に現われた物体も化け物もある日忽然と姿を消し、大戦は終わりを告げた。
真相は、三賢者がログ・ダーナの封印を一部解いてしまったことが原因である。そしてルナが、イスファル、グラッフル、ゼクスの協力を受け再びログ・ダーナを封印した。しかしこの時にイスファル、グラッフル、ゼクスの三人は死亡した。
浮遊岩
クラウディアの空に浮かぶ岩山。この岩山に小さな町や山賊のアジトが作られている。
ログ
ログ・ダーナが死んだ人間や魔獣の魂を抜き取り、化け物へと変換させた姿。小型のものから重量級まで幅広く存在する。死者の数が増えるほどログも増えるため、ログに殺された人々がログ化するという悪循環が起こり、多数の犠牲者が出た。
古代遺産、古代兵器
プテリュクスの神の塔、セントミラ領の機械の塔とそこに安置されていた兵器、エルディアのロストアルバーダ遺跡など今の世界で解明されていないものは全て、神の時代に作られたもの。
グラッフルの船「セイントローズ」もその一つである。

## サウンドトラック
- フライハイトクラウディア オリジナルサウンドトラック～コンプリートエディション～（2014年6月15日発売、CD2枚組）

『1』から『4』までの全楽曲を収録。シリーズを通して楽曲を担当した橋本彦士による「携帯音源ではなくCD音源だったら」との考えのもとで全楽曲を再レコーディングしている。

## 漫画作品
- 琴音らんまる『フライハイトクラウディア』（月刊少年エース2006年11月号掲載、読切作品）